# Artur Ryno
Artur Ryno, ros. Артур Рыно (ur. ok. 1990) - rosyjski seryjny morderca, który wraz z grupą wspólników dokonał co najmniej 20 morderstw w latach 2006 - 2007.
Ryno był neonazistą, wszystkie zaplanowane przez niego morderstwa były motywowane rasowo. Razem z wspólnikami atakował osoby pochodzące z Azji Środkowej. Ofiary były bite i dźgane nożem, ataki były dodatkowo filmowane. Nagrania były umieszczane w internecie.
Ryno został aresztowany wraz z wspólnikiem, Pawłem Skaczewskim w kwietniu 2007 r. Przypadkowy przechodzień widział, jak wsiadają do tramwaju mając przy sobie zakrwawione noże. Wcześniej, tego samego dnia zamordowali mężczyznę z Armenii. Po zatrzymaniu, Ryno przyznał się do popełnienia 37 morderstw, większości razem z Skaczewskim. Ostatecznie oskarżono ich o 20 zabójstw. W grudniu 2008 r. Ryno i Skaczewski zostali skazani na 10 lat pozbawienia wolności. Pozostali oskarżeni otrzymali wyroki od 6 do 20 lat więzienia.